# Kempton Park
Kempton Park este un oraș din Ekurhuleni, provincia Gauteng, Africa de Sud.